# Carried to Dust
Carried to Dust je šesti studijski album američkog americana/indie rock sastava Calexico, objavljen 9. rujna 2008. u izdanju Quarterstick Recordsa. Uključuje gostovanja glazbenika kao što su Iron & Wine, Doug McCombs iz Tortoisea i Pieta Brown. Kako je Joey Burns najavio da će se album baviti američkim scenaristom koji se tijekom štrajka svog ceha upušta u poluimaginarno putovanje na kojem traži prosvjetljenje, u medijima je album često nazivan konceptualnim. Ipak, pjesme na albumu nisu strukturalno čvrsto povezane iako se kroz cijeli album provlači motiv putovanja.

## Pozadina
Carried to Dust najavljivan je kao konceptualni album, a dodatnu je pozornost zadobio kad je Joey Burns u intervjuu otkrio kako mu je za pjesmu "Writer's Minor Holiday" inspiracija bio štrajk Ceha američkih scenarista s kraja 2007. Međutim, album nema središnji koncept, iako se kroz njega provlači motiv putovanja te se spominju razna svjetska odredišta, pogotovo ona južnoamerička jer je sastav gostovao u Argentini i Čileu.
Na pitanje o konceptualnoj prirodi albuma, Burns je u intervjuu rekao: "Mislim da je to bila zima 2007. -- bio sam paraliziran kao i svi drugi nedostatkom kasnovečernjeg televizijskog komentara. Zato sam napisao pjesmu 'Writer's Minor Holiday' te sam razmišljao postoji li način spajanja svih pjesama jednom općom temom. Uspio sam pronaći nekoliko pjesama i tada sam pomislio, 'Ma, zaboravi. Neću ići s takvim restriktivnim konceptom.' Stvaranje albuma je kao odlazak u spremište svako malo, bilo da odbacujete stvari ili uzimate ono što vam je neko vrijeme nedostajalo. Zatim, nekoliko mjeseci ili pjesama kasnije, imate kolekciju ideja i pokušavate ih uobličiti."
Ipak, mnogi su kritičari istaknuli kako glazba Calexica dočarava krajolike američkog Jugozapada, a na ovom albumu oni su povezani s tematikom putovanja. Burns se složio s takvom interpretacijom: "Definitvno se slažem kako ovaj album svoje korijene vuče iz mnoštva iskustava i sjećanja s putovanja, bilo da se radi o destinacijama u kojima smo bili ili ne."
U eklektičnom zvuku glazbe Calexica na ovom se albumu više nego ikada osjetio južnoamerički utjecaj. Tako je Burns pjesmu "House of Valparaíso" napisao tijekom turneje po Južnoj Americi, dok je uvodna "Victor Jara's Hands" posveta čileanskom kantautoru, kazališnom redatelju i aktivistu Victoru Jari koji je stradao u naletu snaga diktatora Augusta Pinocheta.
Na albumu su gostovali i mnogi glazbenici. Tako se u "House Of Valparais" pojavio Sam Beam, u "Slowness" kanadska folk glazbenica Pieta Brown, dok je "Inspiracion" duet trubača sastava Jacoba Valenzuele i Ampare Sanchez iz bivšeg španjolskog sastava Amparanoia.

## Popis pjesama
| Br. | Skladba                          | Autor                    | Trajanje |
| --- | -------------------------------- | ------------------------ | -------- |
| 1.  | »Víctor Jara's Hands«            | Joey Burns, Jairo Zavala | 3:19     |
| 2.  | »Two Silver Trees«               | Joey Burns, John Burns   | 3:49     |
| 3.  | »The News About William«         | Burns, Burns, Convertino | 2:47     |
| 4.  | »Sarabande in Pencil Form«       | Joey Burns, Convertino   | 0:39     |
| 5.  | »Writer's Minor Holiday«         | Joey Burns, Convertino   | 3:09     |
| 6.  | »Man Made Lake«                  | Burns, Burns, Convertino | 3:00     |
| 7.  | »Inspiración«                    | Jacob Valenzuela         | 3:34     |
| 8.  | »House of Valparaíso«            | Joey Burns               | 2:46     |
| 9.  | »Slowness«                       | Joey Burns               | 3:35     |
| 10. | »Bend to the Road«               | Joey Burns, Convertino   | 3:17     |
| 11. | »El Gatillo (Trigger Revisited)« | Joey Burns, Convertino   | 3:07     |
| 12. | »Fractured Air (Tornado Watch)«  | Joey Burns               | 3:15     |
| 13. | »Falling from Sleeves«           | Joey Burns, Convertino   | 1:20     |
| 14. | »Red Blooms«                     | Burns, Burns             | 3:24     |
| 15. | »Contention City«                | Joey Burns, Convertino   | 4:16     |

## Produkcija
- Joey Burns i John Convertino - producenti
- Craig Schumacher - mikser i koproducent
- Chris Schultz, Nick Luca i John Svek - tehničari
- JJ Golden - mastering
- Snimljeno u Wavelab Studiu u Tucsonu
- Miksano u Top Hat Studiu u Austinu

## Recenzije
Carried to Dust jedan je od najbolje ocijenjenih albuma sastava. Prema podacima s Metacritica, od 29 prikupljenih recenzija, 78 posto ih je bilo pozitivno.
Ilko Čulić iz Jutarnjeg lista ocijenio je album s četiri od pet zvjezdica i nazvao ga "povratkom u vrhunsku formu". Hrvoje Horvat iz Vjesnika napisao je kako album predstavlja povratak starom zvuku sastava. "Album Carried To Dust sa svojim decentnim, sporogorećim ambijentima eksperimentalnog pop-folka koji povezuju američki zapad s jugom, izuzetno je štivo ne samo za ljubitelje novog tradicionalizma ili americane nego i za sve sklone detaljnim, proširenim sviračkim kombinacijama većeg ansambla glazbenika."
Dražen Smaranduj s portala Vip.hr ocijenio je album s četiri zvjezdice, a u prvi je plan istaknuo motiv spontanog putovanja američkog scenarista koje rezultira prosvjetljenjem: "Putovanje započinje s 'Víctor Jara's Hands' u kojoj se čileanski kantautor, kazališni redatelj i politički aktivist vjerojatno pojavljuje kao inspiracija, vodič i simbol borbe za ljudska prava i pravdu. Slijedi apstraktni putopis koji ne traži doslovno čitanje i razumijevanje. Miješaju se java i san, mjesta o kojima glavni junak ne zna ništa i ona o kojima doznaje iz National Geographica. Da, ovo posljednje zvuči apsurdno, ali Calexico su pravi stručnjaci za ekranizaciju neproživljenog, dramatičnog, melankoličnog i sanjivog. Tako ćete se usred 'Red Blooms' naći na moskovskoj metro stanici Prospekt Mira, a u 'House Of Valparaiso' ćete se poistovjetiti s čileanskim emigrantima."
Casey Boland iz Slant Magazinea u svojoj je recenziji opisao album kao povratak Calexica zvuku s Feast of Wire: "Na Carried to Dust, Calexico se oslobađa spartanskog rocka Garden Ruina iz 2006. i oživljava lutalački duh s Feast of Wire iz 2003."

## Vanjske poveznice
- Albumi Calexica